# ヒラフネガイ
ヒラフネガイ（平舟貝、学名：Ergaea walshi）はカリバガサガイ科に属する巻貝の一種で、白色で平たい楕円形の貝の蓋のような殻がときどき浜に打ち上げられる。 ツメタガイなど大型の巻貝の内面に付着してヤドカリと一緒にくらす。

## 形態
長さ3cm以下の白色で楕円形の平たい貝殻を持つ。若い貝殻の外側の右下にはわずかに巻いた部分が残るが、成長とともに螺旋状部は消失して平坦になる。内面にはポケットがある。軟体は、頭部に一対の触角があり、その根元1/3ほどのところに眼があるが、退化して触角にめり込んでいる。右の触角の右下にペニスがあるが、成長とともに失われる。歯舌は紐舌(ちゅうぜつ)型。楕円形で平たい足の上に鰓や内臓があり、後部には卵巣が成長とともに発達する。背側右後方へ突き出した腹部は貝殻のポケットに収まる。類似の種で大西洋北部沿岸にすむCrepidula planaも他の巻貝の殻の内面に付着して平らであるが、殻頂が後端に突き出て、ネコゼフネガイなどと同じCrepidula属に分類される。一方本種は腹が右後方へ突き出て貝殻のポケットの位置や形状がCrepidula属と異なり、早い時代からCrepidula属と分化したと考えられ、Syphopatella属に分類されることが多い。

## 生態
水深10～50mの砂底でツメタガイ やテングニシなどの大型の巻貝の殻口内部に付着し、ヤドカリと共生する。ヤドカリの邪魔にならないよう平たい貝になった。カリバガサガイ科の特徴として、海水中の微生物を摂食してくらす。その際鰓(えら)上に生えた繊毛が海水の取り込みに役立つ。幼生はプランクトン栄養型。雄性先熟の雌雄同体で、大きなメスの殻の上に小さいオスが付着していることがある。
。

## 分布
男鹿半島・房総半島以南、インド-西太平洋の沿岸に分布する。

## 化石
渥美半島の更新世の地層や、名古屋市の完新世の地層などから化石が見つかっている。